# デイリー・ニュース (タイの新聞)
「デイリー・ニュース」（タイ語: เดลินิวส์、英語: Daily News）は、タイ王国のタイ語日刊新聞。1964年（仏暦2507年）3月28日に創刊。シー・プラヤーガーン・ピム社（สี่พระยาการพิมพ์　英文社名:Dailynews Wave）が発行。

## 概要
デイリー・ニュース紙はセーン・ヘートラグーン（แสง เหตระกูล）によって『ネーウ・ナー・ヘーン・ユック・デイリー・ニュース』（แนวหน้าแห่งยุคเดลินิวส์）として創刊。16面あり、1部1バーツ。当時編集長はプラパン・ヘートラグーン（ประพันธ์ เหตระกูล）。1979年（仏暦2522年）1月22日から、現在の『デイリー・ニュース』という名に変更した。
タイで発行されるタイ語専門の日刊新聞としてタイ・ラットに次ぐ業界2位の地位を確立しており、交渉発行部数は90万部。紙面は28面から最大48面になることもあり、1部10バーツ。 編集長はプラパー・ヘートラグーン（ประพันธ์ เหตระกูล　別名：シーヌワンナット（ศรีนวลนัด））。